# Adone Del Cima
Adone Del Cima (Torre del Lago, 7 giugno 1898 – al largo dell'Asinara, 9 settembre 1943) è stato un militare e marinaio italiano, veterano della prima guerra mondiale, che fu il primo ed unico comandante della nave da battaglia Roma, nave ammiraglia della flotta italiana, colata a picco dagli aerei tedeschi al largo delle coste della Sardegna il 9 settembre 1943.

## Biografia
Nacque a Torre del Lago il 7 giugno 1898, figlio di Pellegro e Paolina Ghilarducci, e si diplomò presso l'Istituto Nautico di Livorno. Il 1º novembre 1917 si arruolò volontario come aspirante guardiamarina di complemento nel C.R.E.M., venendo assegnato dapprima alla corazzata Re Umberto e poi sull'incrociatore corazzato San Marco. Nel 1919, per i meriti acquisiti in guerra, fu nominato guardiamarina in servizio permanente effettivo; ebbe il comando di dragamine destinati allo sminamento delle acque dell'Albania. Sottotenente di vascello dal 2 maggio 1920.
Il 10 agosto 1923 fu promosso tenente di vascello ed assegnato in successione alle corazzate Conte di Cavour e Giulio Cesare, per poi ricevere il comando di una Squadriglia MAS di base a La Spezia. Tra il 1929 ed il 1930 prestò servizio presso la difesa marittima di La Spezia, dopo di che fu trasferito a Roma, presso lo Stato Maggiore della Marina. Il 1 aprile 1932 fu promosso capitano di corvetta e nominato dapprima comandante del cacciatorpediniere Fulmine e poi comandante in seconda della corazzata Conte di Cavour.
L’8 febbraio 1936 fu promosso capitano di fregata, ed ebbe il comando della VIII Squadriglia Cacciatorpediniere, alzando la sua bandiera sul Folgore; nell'aprile 1939 partecipò all'invasione dell'Albania, ricevendo la prima Croce di guerra al valor militare per l'efficace appoggio dato allo sbarco.
Il 10 giugno 1940, all'entrata del Regno d'Italia nella seconda guerra mondiale, era comandante della XII Squadriglia Torpediniere, con bandiera sull'Altair; nei mesi successivi partecipò a varie missioni con la sua squadriglia, inclusa un'operazione di posa mine nelle acque di Malta che gli valse una seconda Croce di guerra al valor militare. L’8 novembre 1940 fu promosso capitano di vascello e trasferito allo Stato Maggiore della Regia Marina.
Nell'ottobre 1941 fu inviato a Trieste come capo dell'ufficio allestimento della nuova corazzata Roma, della quale doveva divenire il comandante; la seguì in tutte le fasi dell'allestimento, terminato il 14 giugno 1942 nel cantiere navale di Monfalcone, giorno nel quale ne assunse il comando.
Il 9 settembre 1943, dopo l'annuncio della firma dell'armistizio di Cassibile, la Roma lasciò La Spezia diretta a La Maddalena, insieme al resto della squadra da battaglia, avendone a bordo il comandante in capo, ammiraglio Carlo Bergamini. Poche ore dopo, al largo dell'Asinara, la squadra fu attaccata da bombardieri tedeschi Dornier Do 217 che impiegarono le nuove bombe radiocomandate Ruhrstahl SD 1400; due di esse colpirono la Roma, che affondò dopo la violenta deflagrazione dei depositi munizioni prodieri. Il comandante Del Cima e l'ammiraglio Bergamini affondarono con la nave, insieme ai due terzi dell'equipaggio.
Del Comando in capo Forze navali da battaglia imbarcato sulla nave ammiraglia morirono 28 ufficiali su 28, 60 sottufficiali su 62 e 112 su 138 tra sottocapi e comuni. Dell'equipaggio della corazzata i morti fra gli ufficiali furono 57 su 87, fra i sottufficiali 171 su 217 e fra sottocapi e comuni 965 su 1489. In totale, su 2021 uomini a bordo vi furono 1393 tra morti e dispersi e 628 superstiti. Questi ultimi, molti dei quali feriti gravemente, furono recuperati dall'incrociatore leggero Attilio Regolo, dai cacciatorpediniere Carabiniere, Fuciliere e Mitragliere e dalle torpediniere Pegaso, Impetuoso e Orsa.
Al comandante Adone Del Cima fu conferita la Medaglia d'argento al valor militare alla memoria, ma la decorazione non fu mai consegnata ai parenti. Il 9 settembre 2005 nella sua città natale a 62 anni esatti dalla scomparsa la sua figura è stata ricordata in una cerimonia commemorativa che ha visto la lettura di un messaggio del Presidente della repubblica Carlo Azeglio Ciampi e che ha avuto come momento conclusivo la presentazione di un libro sulla vita del comandante e lo scoprimento di un cippo commemorativo.
A tre suoi discendenti è stato dato il suo nome: il nipote Adone Spadaccini, fondatore del Festival Puccini di Torre del Lago e Grande Ufficiale della Repubblica Italiana per la diffusione della cultura, Adonella Spadaccini, figlia di Adone Spadaccini, e Adone Michelangelo Domenico Ranieri Mario Prunetti, nipote di Adone.

### Annotazioni
1. ↑  Il giorno stesso scrisse una lettera alla propria madre che recitava: Bordo Roma 8 settembre 1943. Mia Mamma adorata, se giungendovi questo mio scritto qualche cosa mi fosse accaduto, pensate che il mio ultimo pensiero è stato per la mia Patria e per voi che ho adorato più di me stesso. La storia giudicherà gli avvenimenti e comprenderà le nostre sorti. Baciatemi tutti ed in particolare Romana e Violetta che tanto ho in mente. Con la mia Marina cui tutte le energie ho donato. Alle care sorelle ed a voi lascio quel poco che posseggo sotto la guida dei cari Tonino e Gino. Perdonatemi e beneditemi. Vi abbraccio e bacio con infinita dolcezza. Adone.

### Fonti
1. 1 2 3  Alberini, Prosperini 2015, p. 197.
2. 1 2 3 4 5 6 7 8 9 10 11 12 13 14  Alberini, Prosperini 2015, p. 198.
3. 1 2 3  Bagnasco, de Toro 2011, p. 157.
4. ↑  Bagnasco, de Toro 2011, p. 292.
5. ↑  Determinazione del 18 agosto 1945.
6. ↑  Determinazione dell’8 aprile 1942.

### Video
- Adone Del Cima, comandante della Corazzata "Roma" parte 1/4, su youtube.com.
- Adone Del Cima, comandante della Corazzata "Roma" parte 2/4, su youtube.com.
- Adone Del Cima, comandante della Corazzata "Roma" parte 3/4, su youtube.com.
- Adone Del Cima, comandante della Corazzata "Roma" parte 4/4, su youtube.com.